# Jayson Blair (aktor)
Jayson Patrick Blair, lepiej znany jako Jayson Blair (ur. 17 maja 1984 w Detroit) – amerykański aktor telewizyjny i filmowy.

## Życiorys
Urodził się w Detroit. Wychowywał się w Macomb Township w Michigan, gdzie ukończył L’Anse Creuse High School-North i grał w tenisa. Został odkryty przez hollywoodzkiego agenta w Chicago podczas szczerej rozmowy telefonicznej i wkrótce przeniósł się do Los Angeles.
W 2005 roku wystąpił w ponad dziesięciu reklamach, m.in.: „Only you can save energy” (2011), Pizza Hut, Taco Bell i Honda Civic. Przełomem w karierze aktorskiej stała się rola Maxa Owensa, aroganckiego zapalonego sportowca szkolnego i głównego antagonisty w serialu MTV Udręki młodego Bergera (The Hard Times of RJ Berger, 2010–2011).

## Filmografia

### Filmy fabularne
- 2007: Succubus: Hell-Bent jako Jason
- 2008: Wielka gra (Big Game) jako Mark
- 2010: Public Relations jako Kevin
- 2011: Metro (TV) jako Tom T.
- 2012: Detention of the Dead jako Brad
- 2014: #Stuck jako Rick
- 2014: Whiplash jako Travis

### Seriale TV
- 2006: CSI: Kryminalne zagadki Nowego Jorku jako Albert Linehart / ‘Y Monster’
- 2008: Hot Hot Los Angeles jako Ty
- 2009: Glee jako Chris
- 2009: Herosi (Heroes) jako młody Nathan
- 2010: Partnerki (Rizzoli & Isles) jako Brandon Lewis
- 2010–2011: Udręki młodego Bergera (The Hard Times of RJ Berger) jako Max Owens
- 2011: Zabójcze umysły: Okiem sprawcy (Criminal Minds: Suspect Behavior) jako Mike
- 2012: Dwie spłukane dziewczyny (2 Broke Girls) jako Brendon
- 2012: Podkomisarz Brenda Johnson (The Closer) jako Paul Woods
- 2012–2013: Rodzinka jak inne (The New Normal) jako Clay Clemmens
- 2015: Young & Hungry jako Jake Kaminski